# 奧希科托區
奧希科托區（英語：Oshikoto Region）是納米比亞的一個區，位於該國北部。面積約26,607平方公里，2001年人口161,007人。首府歐穆西亞，2008年以前首府為楚梅布。下分10分區。